# Världens bästa servitris
Världens bästa servitris utkom 1991 och är ett studioalbum av det svenska dansbandet Lotta & Anders Engbergs orkester.

## Låtlista

### Sida A
| Nr           | Titel                                 | Originaltitel                    | Längd |
| ------------ | ------------------------------------- | -------------------------------- | ----- |
| 1.           | Världens bästa servitris              |                                  | 3:20  |
| 2.           | Tusen vackra bilder                   |                                  | 3:42  |
| 3.           | Ge mig en chans                       | How Do You do it?                | 2:55  |
| 4.           | Du ger mig ljuset varje morgon        | Hvor jeg dog elsker denne morgen | 3:45  |
| 5.           | Ingen annan än du (sång av Peter Åhs) |                                  | 3:25  |
| 6.           | Min gamla jukebox                     | Mr. Juke                         | 2:56  |
| 7.           | Lassie                                |                                  | 4:15  |
| Total längd: | Total längd:                          | Total längd:                     | 24:18 |

### Sida B
| Nr           | Titel                                                        | Originaltitel         | Längd |
| ------------ | ------------------------------------------------------------ | --------------------- | ----- |
| 8.           | Rosa på bal (duett Lotta Engberg-Christer Sjögren)           | Fritiof och lilla jag | 2:38  |
| 9.           | Vem är den flickan?                                          |                       | 3:10  |
| 10.          | Jag vill sjunga ut min glädje                                | Tenk så bra           | 3:00  |
| 11.          | Put Your Head on My Shoulder (duett Lotta Engberg-Peter Åhs) |                       | 3:05  |
| 12.          | Yakety Sax (instrumental)                                    |                       | 3:03  |
| 13.          | Då, när vi rör vid varann                                    |                       | 2:56  |
| 14.          | Minns du än (sång av Peter Åhs)                              |                       | 3:12  |
| 15.          | Ett skratt förlänger livet                                   |                       | 3:18  |
| Total längd: | Total längd:                                                 | Total längd:          | 24:22 |